# Opas Indah
Opas Indah is een bestuurslaag in het regentschap Pangkal Pinang van de provincie Bangka-Belitung, Indonesië. Opas Indah telt 4221 inwoners (volkstelling 2010).